# Elétricos em Legnica

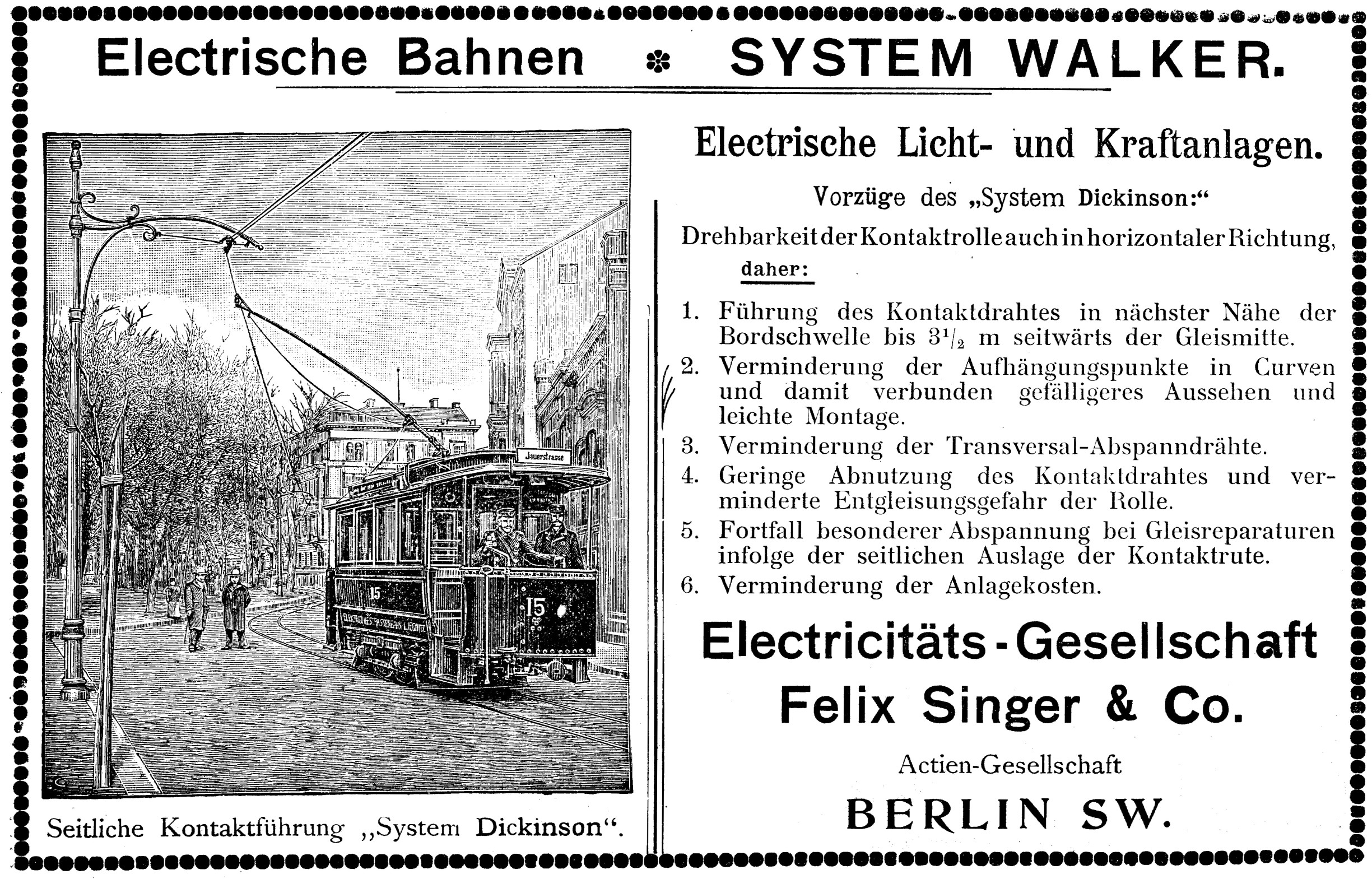
Publicidade da empresa Electricitäts-Gesellschaft Felix Singer & Co. AG de Berlim de 1898, a ilustração mostra o bonde elétrico nº 15 de Legnica

Elétricos em Legnica – o sistema de elétricos que funcionou em Legnica nos anos 1898-1968.

## Gênese
Desde do local medieval, Legnica funcionava dentro das muralhas da cidade, das quais a demolição foi iniciada pela liquidação da muralha de terra da cidade em 1760 e culminada pela demolição intensiva das muralhas depois de 1860. Os resultados da revolução industrial foram seguintes: condução da cidade a ferrovia Berlim-Wrocław e criação do bairro operário resultaram na chegada dos operários a cidade que no início do século XIX tinha 7000 habitantes. Depois de 1860, os empresários construíram bairros de cortiços de quatro andares para operários em volta da Cidade Velha (bairro Kartuzy, margens de Tarninów), o que aumentou a área da cidade e possibilitou a chegada da população. Isto resultou na necessidade da organização do transporte público.  

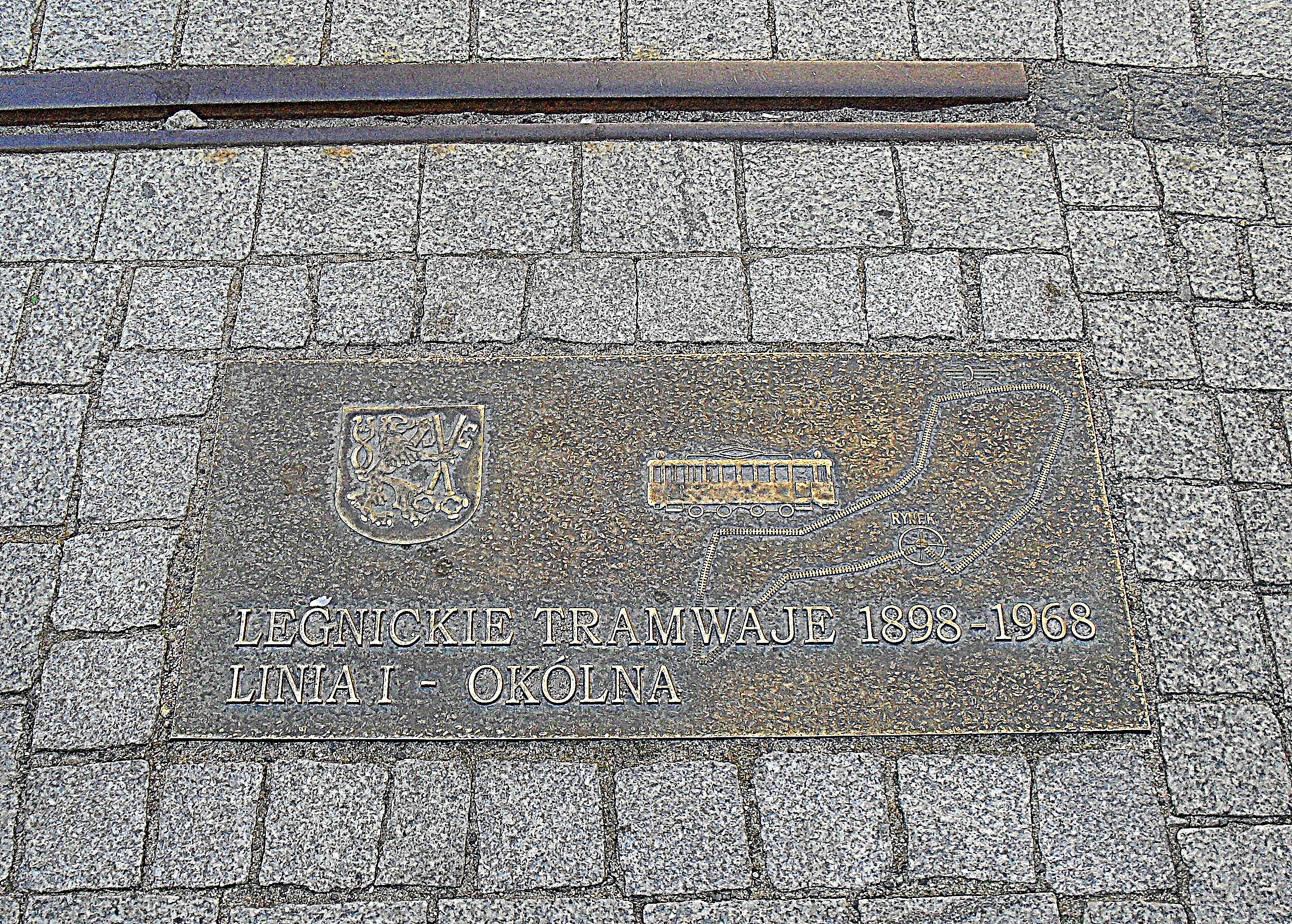
Placa comemorativa no Mercado de Legnica

Nos anos 1878–1880 as autoridades municipais de Legnica rejeitavam as proposições da introdução este transporte por concessionários privados de carros americanos passageiros e de carga, em 1880 rejeitavam as proposições para transporte de carga com uso de eléctrico a vapor, em 1896 rejeitavam elétrico a gás passageiro. A razão da negação foram as condições financeiras insatisfatórias para magistrado. Em 22-24 de Junho de 1896 foi dada a concessão a companhia Felix Singer & Co. de Berlim (que já tinha a rede de eléctricos em Bamberga) para construção paralela de carro eléctrico de via estreita (1000 mm) e equipar a cidade na rede electromagnética que não existia em Legnica. A companhia  Gesellschaft Elektrizitäts-Werk Liegnitz (sigla - EWL) nomeada por Felix Singer & Co. obteve o monopólio para venda da energia elétrica na cidade em vez da obrigação de mantener o transporte público e descarregamento da parte de rendimentos ao orçamento do município. A criação da rede de eléctricos e equipamento a cidade na eletricidade foi inscrito na política de longo prazo do prefeito Ottomar Oertel que no etapa inicial do cumprimento do seu cargo focou-se ao desenvolvimento da infra estrutura comunal. 
Depois de 1945 existia uma opinião popular nos artigos de imprensa e publicações que o projeto de carro americano foi realizado em 1882.][4] [As pesquisas mais novas provam o erro dos investigadore.

## Funcionamento nos anos 1898-1945

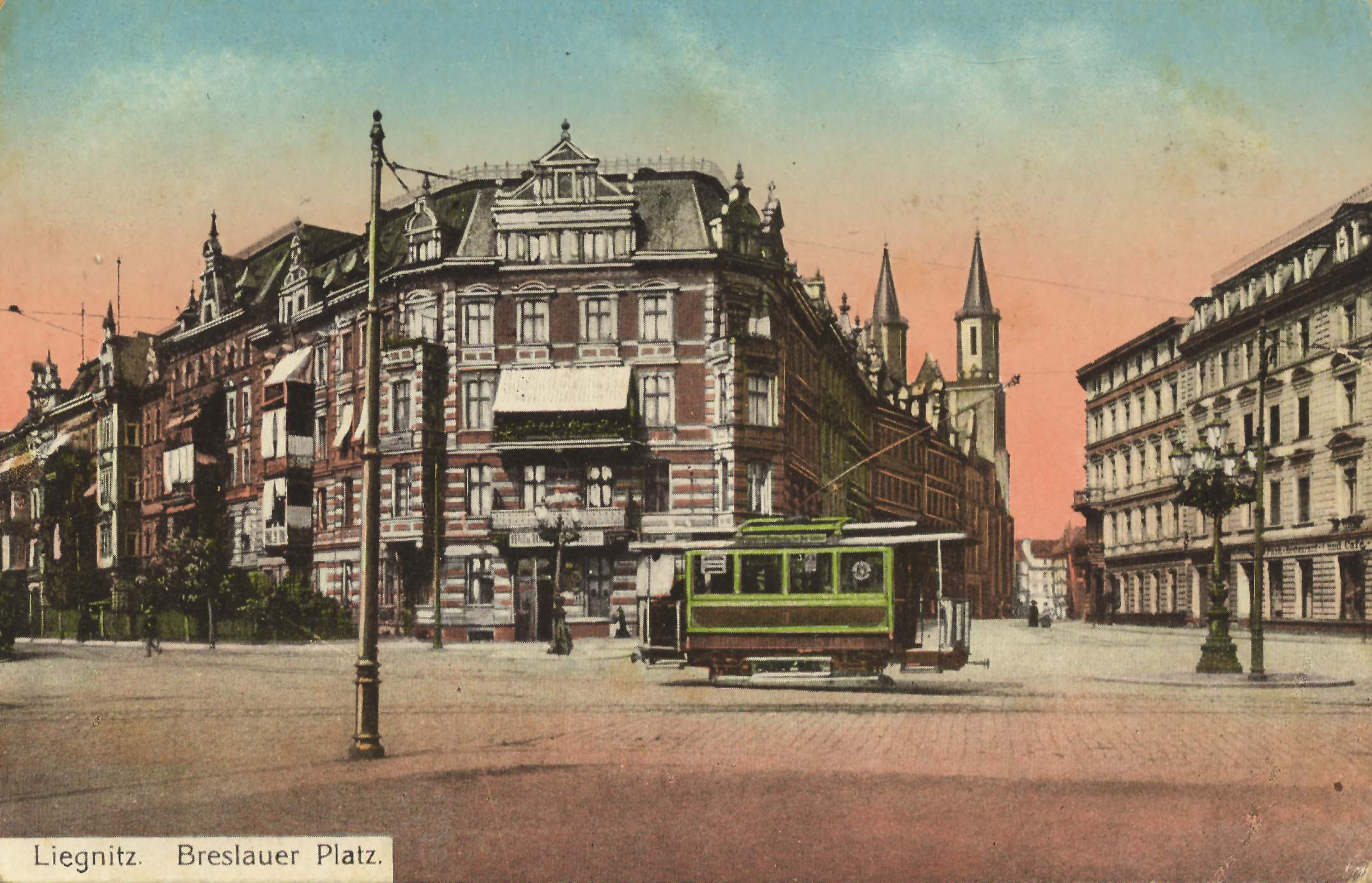
Postal pré-bélico com um elétrico na praça de Wilson

(No itálico são distinguidos os nomes originais das ruas aplicáveis no tempo descrito)
As rotas de elétrico e a primeira usina foram abertas em Legnica de 50 000 habitantes no dia 21 de Janeiro de 1898 depois da aceitação técnica em 18 de Janeiro e 6 meses da construção.
[Inicialmente foram construídas três rotas:
- Rota circular, da estação ferroviária pela rua Libana, praça de Wilson (Breslauer Platz), rua Witelona i Skarbka (Gartenstr.), praça Catedral (Passage), Mercado (Ring), Złotoryjska (Goldberger Str.), de Hutnik (Grenadierstr.), Chojnowska (Haynauer Str.), Mercado, Grodzka (Burgstr.) e Nowa (Glogauer Str.) a estação,
- Rota transversal da rua Ściegienny (Hedwigstr.) pela rua de Skłodowska-Curie (Lübenerstr.), Rycerska (Ritterstr.), Partyzantów (Kohlmarkt), św. Jan (Johannisstr.), praça Catedral (Passage), praça Słowiański (Friedrichplatz), de Mickiewicz (Luisenstr.), de Łukasiński (Schützenstr.) e Jaworzyńska (Jauerstr.) a Tarninów,
- Rota ao cemitério da praça de Wilson (Breslauer Platz) pela rua Wrocławska (Breslauer Str.) ao cemitério comunal (na frente do qual foi criado terminal de eléctricos)[1].

Os eléctricos que circulavam nessas rotas nos anos 1898-1940 foram marcados pelos escudos coloridos.
Toda rede tinha 9,271 km de linha estreita com desvios (também finais), a frota, que foi construída para rede de Legnica, tinha 18 vagões-motor e 5 reboque construídos na fábrica Waggonfabrik Breslau. [Inicialmente a rota circular circulava com a frequência a cada 7,5 minutos, resto a cada 10 minutos.
Os cursos das linhas urbanas realizadas tornam-se imprecisos e os resultados financeiros do operador diferenciam-se de previsões. Em 31 de Janeiro de 1900 com o aprovo da câmara municipal o tráfego ficou suspenso no segmento menos usado da praça Catedral a rua de Ściegiennego. Em Março de 1901 a tira da neve para trilhas suspendeu o tráfego em toda rede por cinco dias. As autoridades da companhia pediram para o aprovo para diminuir a frequência de elétricos e mudança da linha de circular para estreita com a transferência da trilha a rua Skarbowa (Klosterstr.) e de Najświętszej Marii Panny (Frauenstr.). Finalmente, antes do desenvolvimento em 1911 o tráfego na rede foi conduzido nas duas linhas:
- [praça Catedral (Passage), Mercado (Ring), Złotoryjska (Goldberger Str.), Hutników (Grenadierstr.), Chojnowska (Haynauer Str.), Mercado, Grodzka (Burgstr.) e Nowa (Glogauer Str.), a estação da ferrovia, rua Libana (Gartenstrasse), e Wrocławska (Breslauer Str.) ao cemitério,
- praça Catedral (Passage), praça Słowiański (Friedrichplatz), de Mickiewicz (Luisenstr.), de Łukasiński (Schützenstr.) e Jaworzyńska (Jauerstr.) a pousada „Dornbusch” em Tarninów[1].

Antes da Segunda Guerra Mundial, Legnica tinha o caráter da cidade agrária. Nos anos 1911-1913 foi desenvolvida a rede ao terrenos suburbanos: em 9 de Maio de 1913 a linha ficou extensa ao Sul de Tarninów a pousada Tivoli na arredor da rua Wielogórska em Przybków (Prinkendorf), em 29 de Agosto do mesmo ano ficou extensa a linha na direcção de cemitério a pousada Musentempel no subúrbio de Piekary Wielkie (Groß-Beckern).][4][5] [A extensão da rede foi acompanhada pela aumentação do número dos vagões por 4 vagões-motor e 2 carros de reboque, analogamente a esses já possuídos (eles diferenciam-se por plataformas de vagões) e introdução da frequência nas linhas a cada 15 minutos (a caída  da frequência).
De 31 de Dezembro de 1922 a 5 de Julho de 1924 a circulação dos eléctricos foi suspensa por causa da hiperinflação na Alemanha. O tráfego ficou resumido na linha urbana já no fragmento praça Catedral (Passage) – Mercado (Ring) – Złotoryjska (Goldberger Str.) com a frequência de 15 minutos e nas linhas suburbanas a Piekary Wielkie e Przybków (na frequência, respectivamente, a cada 15 e 30 minutos).
O desenvolvimento dos limites da cidade aos novos edifícios das companhias de aluguel resultou na extensão das trilhas já existentes - o ramo da velha linha circular. A trilha na rua Chojnowska foi estendida da rua Hutników a rua Boczna, também a trilha foi estendida da rua Złotoryjska a praca de Łużycki (Logauplatz). Em 18 de Julho de 1927 todas três linhas foram direcionadas a estação de ferrovia, em 25 de Agosto de 1927 duas trilhas foram estendidas e direcionadas aos fragmentos que ligavam os terminais temporais: linha urbana - da rua Hutników a esquina da ruas Złotoryjska e Grunwaldzka (Friedrich-Ebert Str.), a linha de Piekary Wielkie - pela trilha reativada pela Cidade Velha, seguidamente pelo novo fragmento na rua Chojnowska a esquina da rua Szewczenki atual. Neste tempo ficou cortada da rede a trilha na rua Hutników. O cumprimento alvo (13,9 km) foi obtido em 1928. As linhas: urbana e a Piekary Wielkie circulavam a cada 15 minutos. A linha a Przybków circulava a cada 30 minutos mas em 1928 foram introduzidos permanente cursos adicionados depois do meio-dia o que aumentou a frequência a cada 15 minutos. Em 1933 a trilha da rua Złotoryjska foi estendida à praça Łużyckiego.
Nos anos 1927-1933 foram feitas os investimentos insignificantes na infraestrutura: construções de salas de espera, renovações da rede (curtos fragmentos de trilhas e rede de tração). A frota de eléctrico inicialmente foi modificada, reconstruindo alguns vagões-motor para reboques e obtido neste modo 16 trens de dois carros. No seguinte, foram cambiados todos vagões-motor para os vagões mais massivos e amplos produzidos por MAN, trazidos de Zwickau (5 unidades dos anos 1910–1911, trazidos entre 10 e 13 de Dezembro de 1927 e introduzidos para uso em 1928) e de Essen (12 unidades dos anos 1899–1900 feitas na fábrica Falkenried, anos 1929–1932), os usados foram reconstruídas para reboques.
O estado técnico da infraestrutura e da frota de elétrico de Legnica nos anos 30. do século XX foi insatisfatório e exigiu muitos recursos financeiros para manter a funcionalidade atual. O problema maior a respeito do número crescente de passageiros foi a capacidade limitada da rede monotrilho. Em 17 de Setembro de 1937 foi inaugurada nova ligação com os bairros novos na Norte e Sul da Cidade (Przedmieście Głogowskie e Bielany) com a cidade velha e estação de ferrovia realizada pela primeira linha de autocarros públicos operada pelo operador de eléctricos. A linha de autocarros em 1939 ficou estendida, mas na virada dos anos 1939 e 1940 por causa da situação bélica (a falta de combustível líquido) temporariamente foi suspensa e depois lançada no fragmento mais curto da rota.
A outorga do operador dos eléctricos de Legnica acabou-se no fim de 1938. A Câmara Municipal de Legnica contratou a companhia EWL para 66 anos (1939-2004) atingindo o direito de participação nos lucros (se aqueles seriam atingidos).
A parceria público-privada Elektricitäts-Werke Liegnitz (EWL) concentrou-se ao lucros da venda de electricidade. Em 1939 os parceiros da companhia EWL (que pertencia em 55% de empresa Elektrowerke AG de Berlim, em 16% da cidade de Legnica, em 13% de distritos vizinhos, o resto pertencia aos autoridades locais nas quais terrenos a companhia conduzia a venda da energia) persuadiam os representantes da Câmara Municipal de Legnica para a resignação de eléctricos a favor de troleicarros, desenvolvidos neste tempo na Alemanha Nazista, que foram achados mais barratos e mais simples no uso. As autoridades da companhia EWL postularam para mudar completamente os eléctricos para troleicarros ao longo de 5 anos (1941-1946). Finalmente, foi lançada só uma linha de troleicarro, que parcialmente espelhada a rota da linha de eléctrico marcada posteriormente do número 1 (praça de Łużycki - estação de ferrovia) e foi feita a rota de troleicarros para o terminal (mesmo para eles e eléctricos) que tinha de ser a parte da segunda linha de troleicarro a Piekary Wielkie.
Com o dia 1 de Agosto de 1940 foi introduzida a numeração do já existentes linhas de eléctricos. Desde disso circulavam três linhas numeradas sequencialmente:  
- 1: praça de Łużycki - estação de ferrovia,
- 2: Piekary Wielkie – estação de ferrovia – rua Chojnowska,
- 3: Przybków – estação de ferrovia[1].

Durante a Segunda Guerra Mundial um fio de contacto de cobre foi substituído por esse de aço (os aços não-ferrosos foram confiscados para uso militar). Em 1942 três vagões de Legnica foram vendidos a Łódź ocupada por Alemães, também foi trazido um vagão-reboque de Görlitz.
No período 1898-1945 a companhia de elétricos em Legnica tinha simultaneamente de 17 a 21 vagões-motor e de 5 a 13 vagões reboque. A tensão elétrica na rede de tração em Legnica tinha 500 volts.
No início de 1945 Legnica foi preparada a defesa e o transporte público ficou imobilizado em relação com o progresso da operação de Baixa Silésia realizada pelas tropas soviéticas.

## Funcionamento nos anos 1945-1968

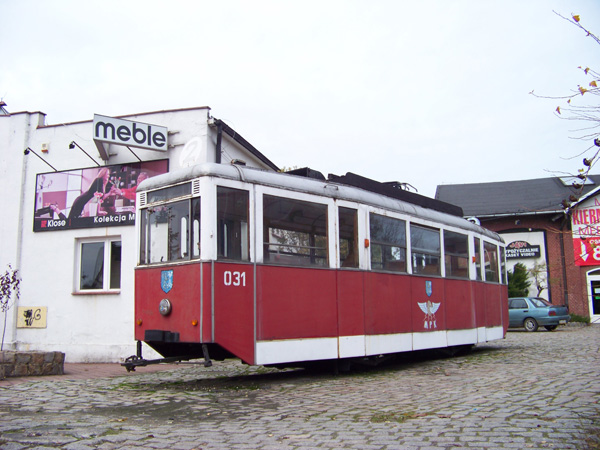
Konstal 5N de Elbląg, posto em frente do velho terminal de elétricos nos anos 1998-2014. O elétrico diferencia-se por detalhes desses explorados até 1968 em Legnica.

Em 9 de Fevereiro de 1945 Legnica foi tomada por tropas do Exército Vermelho. A cidade logo depois da Segunda Guerra Mundial como parte de tão chamados Territórios Recuperados foi incorporada na Polónia pela resolução internacional da conferência de Ialta. Colonos e expatriados chegaram a Legnica desde de Abril de 1945. A delegação polaca assumiu o controle do Quartel-General Soviético em 15 de Maio de 1945. A fábrica de elétricos foi inicialmente a única companhia comunal entregue às autoridades polacas. Imediatamente, na segunda metade de Maio de 1945 o grupo de 27 pessoas: 13 pioneiros e 14 alemães dirigidos ao trabalho, divididos por três grupos (dirigidos para terminal, trilhas e eletricidade ) começaram a reconstruir a fábrica. Das ruas foram restaurados os eléctricos abandonados usados como barricadas contra a entrada de russos: 13 vagões-motor e 7 vagões reboque. Aos primeiros problemas-chave podemos incluir as trilhas arruinadas que desabaram-se em ruas, o terminal e a usina parcialmente arruinados. Desde 15 de Julho de 1945 uma parte de Legnica, na margem esquerda do rio Kaczawa, que inclui a cidade velha e Tarninów foi fechada pelo exército sovietico para a população polaca. Os eléctricos foram inaugurados oficialmente em 31 de Outubro de 1945, no dia de retorno das autoridades da cidade ao centro. O tráfego foi reiniciado no uso de 4 vagões-motor renovados em três linhas, abreviados por causa da devastação e incompleto da rede de transição:
- 1: praça de Łużycki - estação de ferrovia,
- 2: rua Wrocławska (cruzamento com a rua Różana) – estação de ferrovia – rua Chojnowska (cruzamento com a rua Żołnierska),
- 3: Przybków – estação de ferrovia][9].

Nos anos 1946-1950 ao longo da aquisição dos materiais foi restabelecido o cumprimento da trilha e número de frota dos anos pré-bélicos. Para isso, foi usada a propriedade alemã, foi conduzida a renovação de trilhas e vagões. Os motores foram comprados em Katowice.
A linha de autocarros, que complementava a rede de comunicação de Legnica, entre Bielany e cruzamento dos eléctricos na estação de ferrovia foi inaugurada em 23 de Maio de 1948 e foi operada pelos veículos adquiridos do exército. Infraestrutura das linhas de troleicarros que antes da Guerra tinham de substituir os eléctricos, apesar das obras feitas em 1948 para reconstruí-la nas rotas velhas foram finalmente transferida a rota da linha “A” onde nos anos 1946-1956 circularam simultaneamente autocarros e troleicarros.
A companhia tinha varias nomes: Dyrekcja tramwajów przy Zarządzie Miasta, Miejska Kolej Elektryczna, Miejskie Tramwaje Elektryczne, Miejskie Zakłady Komunikacyjne. Nos anos 1950-1954 a companhia constitui uma parte da empresa municipal de engenharia urbana, seguinte com o inicio de 1955 foi estrada como Miejskie Przedsiębiorstwo Komunikacyjne.
Pela decisão do governo da República Popular da Polónia, em 1951, em Legnica foram alocadas plantas da indústria de cobre como uma parte do plano de seis anos. A construção da Aciaria de Cobre “Legnica” resultou na extensão da linha de eléctricos nr 1 por 2,5 km, do terminal a fábrica construída. Inicialmente foi planejada a condução da linha „1” a estação de ferrovia Pawłowice Małe onde os operários chegaram mas finalmente a linha tinha o seu terminal perto do edifício da direção da aciaria. Em 13 de Dezembro de 1952 foi inaugurado o segundo terminal na outra parte dessa linha no centro de Legnica, ligado pelas trilhas de 1900 que corriam pelo Mercado. Os trilhos típicos usados na trilha da praça de Łużycki a aciaria, quebravam sob o peso de veículos, por isso em 1955 foi conduzida a troca deles para trilhos usados no transporte ferroviário.
Nos anos 1950-1955 os vagões gastos foram trocados para vagões usados, adquiridos de:
- Katowice, 6 peças, incluindo[1]: 
  - no minimo 1 da produção de Werkspoor de Utrecht para Amsterdão de 1904, trazido a Bytom no ano 1940 com 5 mesmos vagões, adquiridos para Legnica nos anos 1950-1953,
- Łódź, 11 pecas, incluindo[1]:
  - 3 vagões-motor do tipo Simmering I, da fábrica da Viena Maschinen-und Waggonbau-Fabriks-A.-G produzidos para Łódź no ano 1927,
  - 2 vagões-motor do tipo Simmering II, da mesma fábrica, produzidos para Łódź no ano 1928,
  - 2 vagões-motor do tipo Lilpop de 1927,
  - 2 vagões-motor Sanok de 1928,
  - 2 vagões reboque Herbrand da produção Herbrand
- Wałbrzych[1]:
  - 2 vagões-motor da produção Linke-Hofmann Werke para Wałbrzych dos anos 1899-1900

Dois reboques foram adquiridos em 1956 de Jelenia Góra.
Em 1951 a Legnica chegaram, pela primeira vez desde o momento da inicialização da rede, o novo elétrico Konstal 2N, mas pela decisão do Ministério de Economia Comunal foi transferido a Łódz depois um ano, sequentemente 4 seguintes eléctricos tipo 2N no ano 1955, entre 1958-1961 19 vagões Konstal 5N (12 vagões-motor e 7 reboques). Adquirição da frota usada foi relacionada com a construção da linha a aciaria. A alocação dos novos elétricos do tipo N, pelo Ministério de Economia Comunal, permitiu a resignar da exploração dos todos veículos da produção pré-bélica.
Ao mesmo tempo, desde de 1955 baseado em usados e de 1956 usando novos autocarros, às linhas de autocarros estavam em desenvolvimento nos distritos da cidade sem linhas de eléctricos (as rotas foram mesmas do que a circulação pré-bélica, ligando a estação de ferrovia, Bielany e Przedmieście Głogowskie) e nos subúrbios. [Veículos-quilômetros no transporte de autocarros em 1960 foi mais caro por 1⁄3 do que veículos-quilômetros feitos pelos eléctricos, mas a tendência estava a tornar-se lentamente. 
A infraestrutura esgotada de elétricos começou a criar problemas no tráfego. As trilhas foram extremamente esgotáveis, aconteceram muitas avarias ligadas com a quebra dos eixos em saliências, depois da introdução dos veículos mais pesados do que previos veículos do tipo N ocorreram os problemas com a queda da tensão na linha a aciaria.
Construídas há 40 anos, para a cidade não industrializada que funcionou na outra realidade, as rotas mono trilhas não garantiam a capacidade adequada, que permitiria a circulação dos eléctricos com a frequência adequada possibilitando a chegada a trabalho eficiente. Elétricos, por muitos anos circulavam sem o horário real. Até 1963, apesar do regulamento de 1959, em Legnica não foi respeitada a lei de tráfego direita que ordenava a bloquear as portas de esquerda.
O início da demolição da Cidade Velha em Legnica destruída resultou na resignação da linha dos eléctricos entre a estação de ferrovia e rua Chojnowska, onde foi dirigida a linha de autocarros de Kartuzy. Por causa da fechada da passagem pelo Mercado no período entre 10 de Abril e 30 de Setembro de 1961 foi emergido novo laço pelas ruas Dworcowa, Skarbowa, Parkowa a praça de Wilson. Em Janeiro de 1961 na Empresa de Transporte Público (pl. Miejskie Przedsiębiorstwo Komunikacyjne - MPK) foram alocados três elétricos-motor 5N (a última entrega de elétricos). Foram conduzidas as reparações correntes com o uso de trilhas da segunda mão do centro ou com essas adquiridas da Empresa de Transporte Público em Wałbrzych.
Depois da Segunda Guerra Mundial, nos Estados Unidos e na Europa, em resultado do melhoramento da acessibilidade do transporte rodoviário (incluindo troleicarros e autocarros) redes de eléctricos foram liquidadas massivamente. O que mais, na virada dos anos 50 e 60 do século XX na Polónia foi a tendência para manter o funcionamento de elétricos só nas cidades grandes. Durante das discussões internas sobre a reestruturação total de cidades da Baixa Silésia as autoridades da Voivodia de Wrocław decidiram substituir elétricos ineficientes em Legnica pelo transporte de autocarros que foi mais caro mas também mais eficiente do que eletricos. Pela primeira vez isto foi comunicado pelas autoridades do Partido Operario Unificado Polaco, em 1961, no jornal Wiadomości Legnickie, dizendo que o todo proceso tinha de durar 10 anos. O aumento da produção e disponibilidade de autocarros San avançou a liquidação de linhas particulares. Durante a sessão em 4 de Agosto de 1966, o Presídio do Conselho Nacional decidiu sobre a substituição da linha de electricos a Przybków por autocarros o que se aconteceu depois da entrega de veículos em 6 de Abril de 1967. Seguintes alocações de autocarros disponibilizaram em 10 de Junho de 1968 para liquidação da linha de elétrico a aciaria e aumento da frequência do transporte (13 autocarros em vez de 5 elétricos). Os elétricos que funcionaram na última rota ligando a estação de ferrovia em Legnica com a aldeia Piekary Wielkie foram substituídos pelos novos autocarros desde 1 de Julho de 1968.
Em 13 de Julho de 1968 do terminal na rua Wrocławska partiu o último depósito de elétrico especial (vagão-motor com reboque) que passagem por toda rede foi a despedida oficial dos elétricos de Legnica.
No período de 1945-1968 a empresa de elétricos de Legnica tinha no mesmo tempo de 20 a 31 veículos, incluindo de 13 a 23 vagões-motor.

## Liquidação da rede
Em 28 de Julho de 1968 na Empresa de Transporte Público foi alegada uma brigada para a liquidação da infraestrutura de elétricos. A infraestrutura da rede de elétricos em Legnica foi desmontada no período de Junho a Outubro de 1968. Nas paredes dos cortiços foram postas as rosetas no lugar onde foram suspensas cordas de suporte da rede de tração. As trilhas foram desmontadas de Julho a Novembro de 1968, e depois foram vendidas à Empresa do Transporte Público em Grudziądz. Trilhas instaladas nas ruas empedradas ficaram ali até a modernização numa rua - junto com o calçamento foram inundados por asfalto. O fragmento mais comprido preservado ficava (até desmontagem durante a renovação da rua em 2017) na rua Wrocławska em Kartuzy. Em 1953, o primeiro vagão de tipo 2N de Legnica foi dado a Łódź onde foi usado até 1 de Novembro de 1977 e depois da reconstrução serviu como o veículo em aulas de condução - a Novembro de 1991. Resto de vagões do tipo 2N foram enviados a Bydgoszcz em 1967 (1 vagão-motor) e Grudziądz (2 vagões-motor). Em 1968 outros vagões foram enviados a: Bydgoszcz (2 vagões-motor e 4 reboques), Łódź (5 vagões-motor) e Toruń (10 vagões: 6 vagões-motor, 4 reboques). A sede da direção da Empresa do Transporte Público foi movida em 1965 ao novo terminal de autocarros, construído nos anos 1963-1965. O  terminal velho ficou renovado, ainda durante o seu funcionamento nos anos 1966-1967, mudando significativamente a sua forma (a fachada austera, os portões grandes). O edifício foi dado à disposição das autoridades municipais em Setembro de 1968 depois de tirada dos últimos elétricos.
Em 1988 o Museu de Cobre em Legnica ganhou por ocasião do aniversário do funcionamento e liquidação de elétricos de Legnica o vagão 5N de Elbląg que foi estilizado para o de Legnica e exposto em frente ao terminal velho. Em 2015 a Empresa do Transporte Urbano em Legnica tomou o elétrico do terminal para renovação e reconstruir na forma original de veículos 5N. Durante a renovação em 2010 no lugar do velho desvio de elétricos foi construído na calçada um fragmento de trilhas e a placa comemorativa.